# Ежегодник иберийско-кавказского языкознания
«Ежего́дник ибери́йско-кавка́зского языкозна́ния» (груз. იბერიულ-კავკასიური ენათმეცნიერების წელიწდეული, англ. Annual of Ibero-Caucasian Linguistics) — лингвистический журнал, посвящённый исследованию кавказских языков. Основан в 1974 году, последний выпуск вышел в 2003 году.

## История
Журнал был основан в 1974 году по решению Бюро Отделения литературы и языка АН СССР и издавался Академией наук Грузинской ССР. Основанием журнала в год 60-летия СССР решено было ознаменовать те успехи, которые были достигнуты за это время в изучении кавказских языков.
Главный редактор А. С. Чикобава изложил основные принципы издания в вводной статье «“Ежегодник”, его назначение и общелингвистические установки» в I томе. А. С. Чикобава был главным редактором журнала до своей смерти в 1985 году, после него главным редактором стала К. В. Ломтатидзе.
С 1974 по 1990 год вышло 17 томов ЕИКЯ, в 1992 году вышел объединённый XVII—XIX том, в 1995 году объединённый XX—XXI том. Затем журнал прекратил своё существование, однако был возрождён в 2003 году, когда вышел XXII том.

## Содержание
Первый том (1974) в основном содержал материалы 2-й региональной научной сессий по изучению иберийско-кавказских языков, преимущественно статьи по фонетике. Второй том (1975) был посвящён 100-летию И. А. Джавахишвили и содержал, среди прочего, материалы 3-й региональной научной сессий по отраслевой лексике кавказских языков. Третий и четвёртый тома (1976, 1977) были главным образом посвящены категориям глагола.
Начиная с III тома в ЕИКЯ публиковались рецензии на издаваемые труды. В конце выпусков также регулярно появлялись обзоры «Информация о работе по изучению иберийско-кавказских языков» по основным научным центрам СССР, сведения о конференциях и о персоналиях (юбилейные заметки, некрологи).
Выпуски с I по XIII открывались статьями А. С. Чикобавы.
Статьи в журнале печатались на русском или грузинском языках, с русским резюме грузинских статей, грузинским резюме русских и английским резюме для всех статей. Объём выпусков журнала в среднем составлял около 300 страниц.